# Greg Wise
Matthew Gregory "Greg" Wise, född 15 maj 1966 i Newcastle-upon-Tyne, är en brittisk skådespelare. Han är gift med skådespelaren Emma Thompson sedan 2003.

## Filmografi i urval
- 1995 – Julipassionen - Arch Wilson
- 1995 – Lycksökerskorna (TV-serie) - Guy Thwaite
- 1995 – Förnuft och känsla - John Willoughby
- 1996 - Månstenen - Franklin Blake
- 1997 - Skräckens hus - Crispian Grimes
- 1999 - Morsa på rymmen - Alex
- 2000 - Madame Bovary - Rodolphe Boulanger
- 2002 - Sista offret - Oliver Rice
- 2003 - Hornblowers äventyr - major Côtard
- 2003 – Johnny English - agent One
- 2006 - Tristram Shandy - Greg
- 2014 – Walking on Sunshine
- 2014 – Effie Gray
- 2016 – The Crown (TV-serie)
- 2017 – Modus (TV-serie)
- 2019 – Sångklubben